# Branklyn Garden

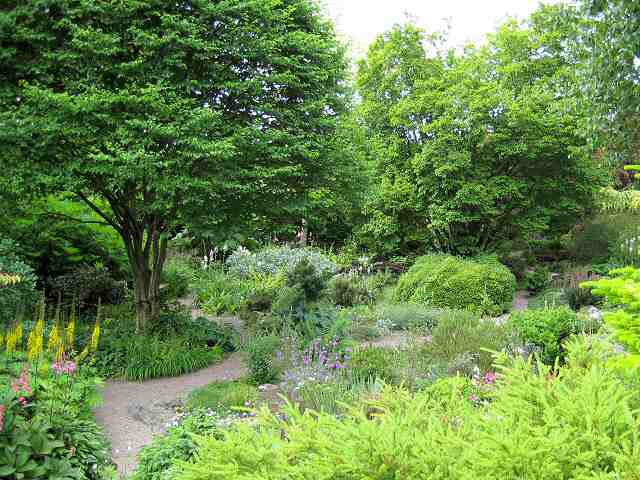
Branklyn Garden

Branklyn Garden ist der ehemalige Privatgarten von Dorothy und John Renton. Er liegt in Perth im Council Area Perth and Kinross in Schottland und wird seit 1967 vom National Trust for Scotland (NTS) betreut. Der Garten wird von Historic Environment Scotland seit 1987 zum Inventory of Gardens and Designed Landscapes in Scotland gezählt und dort in zwei von sieben Kategorien (Artistic Interest und Horticultural) als herausragend bewertet. Im Garten wachsen rund 3500 verschiedene Pflanzen und er beherbergt unter anderem die nationale Sammlung der Himalayan blue poppies. Der Regius Keeper (Königlicher Hüter) des Royal Botanic Garden Edinburgh schrieb, dass Branklyn Garden "the finest two acres of private garden in the country." seien.

## Geschichte
1922 kauften Dorothy und John Renton eine verwilderte Streuobstwiese, die früher zu einer Baumschule gehört hatte. Dort bauten sie Branklyn House und begannen den Garten vom Unkraut zu befreien. Sie waren zwar an der Gärtnerei interessiert, hatten aber wenig Erfahrung im Anlegen von Gärten und ließen sich von Jim Aitken darin beraten, der später ein bekannter Landschaftsgärtner wurde.  
Im Laufe der Jahre wurden von den Rentons weiteres Land hinzugekauft und so der Garten vergrößert. Während John den Garten mit von ihm beschnittenen Obstbäumen gestaltete, begann Dorothy Pflanzen aus aller Welt, speziell aus dem Himalaja, zu kultivieren Dazu ließ sie sich das Pflanzgut von Pflanzenjägern wie George Forrest, Frank Ludlow und George Sherriff beschaffen. Sie selber besorgte sich Pflanzen und Saatgut bei ihren Reisen in die Alpen. Für ihre gärtnerische Arbeit wurde ihr 1954 die Veitch Memorial Medal der Royal Horticultural Society verliehen. 
Die Rentons starben in den 1960er Jahren und der Garten kam zusammen mit den detaillierten Gartentagebüchern, in denen die Rentons ihre Arbeit umfangreich dokumentierten 1968 in die Obhut des NTS, der die Gartenarbeit im Sinne der Rentons fortsetzt. So übernahm der NTS die komplette Sammlung der Mylnefield hybrid lilies ('North' lilies) von Christopher North vom Scottish Horticultural Research Institute.
Branklyn House ging 2017 wieder in private Hände, der Garten wird aber weiter vom NTS im Sinne der Rentons geführt und ist der Öffentlichkeit weiterhin zugänglich. 2019 wurde Branklyn Garden von rund 14.000 Personen besucht. 2024 betrug die Besucherzahl etwa 19.000 Personen.